# Sejm zwyczajny 1701/1702 (z limity)
Sejm 1701/1702 – sejm zwyczajny I Rzeczypospolitej z limity, zwołany do Warszawy.
Sejmiki przedsejmowe w województwach odbyły się 10 listopada 1701 roku. Marszałkiem sejmu obrano  Jana Szembeka referendarza koronnego.
Obrady sejmu trwały od 22 grudnia 1701 do 6 lutego 1702 roku.
Był to pierwszy sejm z tzw. limity sejmu. Sejm został zerwany 4 lutego przez Kazimierza Paca pod błahym powodem, przed uchwaleniem podatków na wojsko.